# Arquipélago de Riau
O arquipélago de Riau (Kepulauan Riau) é um grupo de ilhas indonésias que integram a província de Ilhas Riau. A província indonésia é formada pelo Arquipélago de Riau e ainda pelas ilhas Natuna, ricas em petróleo e gás natural, e as ilhas Anambas.
Até julho de 2004 as ilhas pertenciam à província de Riau, cuja maior parte se situa em Samatra. 
As ilhas principais são:
- Bintan, com área de 1866 km²
- Batam, com área de 715 km²
- Rempang, com área de 165,8 km²
- Galang, com área de 80 km²
- Bulan, com área de 100 km